# إدوارد لاسين
إدوارد لاسين (بالدنماركية: Eduard Ludvig Lassen)‏ هو معلم موسيقى وملحن بلجيكي وألماني ودنماركي، ولد في 13 أبريل 1830 في كوبنهاغن في الدنمارك، وتوفي في 15 يناير 1904 في فايمار في ألمانيا.

## وصلات خارجية
- إدوارد لاسين على موقع ميوزك برينز (الإنجليزية)
- إدوارد لاسين على موقع أول ميوزيك (الإنجليزية)
- إدوارد لاسين على موقع ديسكوغز (الإنجليزية)